# Рибаков Максим Радікович
Максим Радікович Рибаков (рос. Максим Радикович Рыбаков; 3 січня 1990, Верхньоаршинський, РРФСР — 2 лютого 2024, Україна) — російський офіцер, капітан ПДВ РФ. Герой Російської Федерації.

## Біографія
Після закінчення восьмого класу Бєлорєцької гімназії №17 вступив в Єкатеринбурзьке суворовське військове училище. В 2008/13 роках навчався в Рязанському повітрянодесантному командному училищі, після закінчення якого призначений командиром парашутно-десантного взводу, потім — 9-ї парашутно-десантної роти 331-го парашутно-десантного полку. З 2018 року декілька разів брав участь в інтервенції в Сирію, в січні 2022 року — в операції ОДКБ в Казахстані.
З 24 лютого 2022 року брав участь у вторгненні в Україну. В червні 2022 року був важко поранений. Після одужання на початку 2023 року призначений начальником штабу парашутно-десантного батальйону і повернувся на фронт. В тому ж році призначений командиром 1-го парашутно-десантного батальйону 299-го парашутно-десантного полку. Загинув у бою. 10 лютого 2024 року був похований в Бєлорєцьку.

## Нагороди
- Орден Мужності
- Медаль ордена «За заслуги перед Вітчизною» 2-го ступеня з мечами
- Медаль «За відвагу» — нагороджений двічі.
- Медаль «За військову доблесть» 2-го і 1-го ступеня
- Медаль «За зміцнення бойової співдружності»
- Медаль «За відзнаку у військовій службі» 3-го ступеня (10 років)
- Медаль «Учаснику військової операції в Сирії»
- Медаль «За участь у військовому параді в День Перемоги»
- Орден генерала Шаймуратова (2024, посмертно)
- Звання «Герой Російської Федерації» (18 вересня 2024, посмертно) — «за мужнійсть і героїзм, проявлені під час виконання військового обов'язку.» 26 жовтня 2024 року медаль «Золота зірка» була передана рідним Рибакова губернатором Рязанської області Павлом Малковим.